# Орлов, Наум Иосифович
Наум Иосифович Орлов (при рождении Ну́хим Йо́севич Орло́в; 13 (25) мая 1894 — 1937) — начальник политического управления Приволжского военного округа, корпусной комиссар (1935).

## Биография
Родился 13 мая (по старому стилю) 1894 года в Одессе в семье херсонского мещанина Йоськи (Иосифа) Лейбовича Орлова (1866—1908) и Суры Орловой. 25 января 1908 года отец умер от туберкулёза. После окончания ремесленного училища токарь на заводе в Одессе. С мая 1917 член РСДРП(б), осенью того же года был в числе первых вступивших в отряд Красной гвардии. В 1918 курсант Киевских артиллерийских курсов. Осенью 1919, будучи курсантом, во время Гражданской войны принимал участие в боях против Деникина, Петлюры, Махно. Политработник в батальоне и полку, затем политрук и военком подразделений и частей. До ноября 1922 военком 153-го стрелкового полка, затем помощник военкома 51-й Перекопской стрелковой дивизии.
С февраля 1923 начальник политического секретариата Киевского губернского военного комиссариата, помощник губернского военкома. С апреля 1924 по ноябрь 1925 начальник политического отдела 15-й Сивашской стрелковой дивизии, военком и начальник политотдела 8-й Минской стрелковой дивизии, 2-й Кавказской стрелковой дивизии. С февраля 1929 старший инструктор 1-го отдела Политуправления Красной армии. С ноября 1929 для особо важных поручений при Политуправлении Красной армии. С октября 1930 секретарь Я. Б. Гамарника, начальника Политического управления Красной армии. С июня 1931 по апрель 1934 помощник командира 14-го стрелкового корпуса по политической части. С апреля 1934 по 1937 заместитель начальника политического управления Украинского (Киевского) военного округа. С апреля 1937 начальник политического управления Приволжского военного округа.
5 июня 1937 арестован. 9 сентября 1937 расстрелян. 13 октября 1956 посмертно реабилитирован.

## Семья
Жена (с 19 апреля 1917 года) — Розалия Азриль-Мордковна Орлова (в девичестве Вселюбская, 1894—?).